# الأمية في الصومال
الأمية في الصومال تعد الأمية في الصومال ظاهرة متفشية، إذ تشير بعض المصادر إلى أنها تتراوح بين 60% و70%، وتنتشر أكثر بين النساء حيث تمثل نسبة الأمية بينهن 75%. وحسب تقدير منظمة التربية والثقافة والعلوم التابعة للأمم المتحدة لعام 2011 فإن الصوماليات اللواتي يكتبن ويقرأن لا يتجاوزن نسبة 25.8%.

## الأسباب
ذكر مدير المركز الصومالي للتربية والبحوث أن من أهم أسباب تفشي الأمية انهيار الحكومة وما تبعها من حروب أهلية صومالية منذ عام 1991، كما أن التخطيط الحكومي لمحاربة الأمية غائب. بالإضافة أن معظم الناس فقراء، ولا توجد مدارس مجانية توفر التعليم، ولهذا بلغت الأمية رقمًا قياسيًا في مطلع الألفية الثالثة. تقتصر الجهود المبذولة لمحو الأمية على دورات قصيرة ومتوسطة تنظمها بعض منظمات المجتمع المدني المعنية بالتعليم التي تفتقر إلى الإستراتيجية والتمويل الكافي.